# Nikita Zaïtsev
Pour les articles homonymes, voir Zaïtsev.
Nikita Igorevitch Zaïtsev - en russe : Никита Игоревич Зайцев et en anglais Nikita Zaitsev - (né le 29 octobre 1991 à Moscou en République socialiste fédérative soviétique de Russie) est un joueur professionnel russe de hockey sur glace. Il évolue au poste de défenseur.

## Biographie

### Carrière en club
En 2008, il débute avec le MHC Krylia Sovetov dans la Pervaïa liga, le troisième échelon russe. Le 1er juin 2009, il est choisi par le Sibir Novossibirsk au cours du repêchage d'entrée dans la KHL 2009 en première ronde en 4e position. Il commence la saison suivante avec le Sibir dans la Ligue continentale de hockey. Le 1er mai 2013, il est échangé au HK CSKA Moscou en retour de Dmitri Kougrychev et Igor Ojiganov. En mai 2016, il signe un contrat avec les Maple Leafs de Toronto de la Ligue nationale de hockey. Le 12 octobre 2016, il joue son premier match dans la Ligue nationale de hockey avec les Maple Leaf face aux Sénateurs d'Ottawa. Il marque son premier point, une assistance, trois jours plus tard face aux Bruins de Boston.
Le 1er juillet 2019, il est échangé aux Sénateurs d'Ottawa avec Connor Brown et Michael Carcone en retour des défenseurs Cody Ceci et Ben Harpur, de l'attaquant Aaron Luchuk et d'un choix de 3e ronde en 2020.

### Carrière internationale
Il représente l'équipe de Russie au niveau international. Il prend part aux sélections jeunes. Lors du championnat du monde moins de 18 ans 2009, l'équipe s'incline en finale 5-0 contre les Américains, organisateurs de la compétition. En novembre 2011, il est appelé pour participer à Coupe de Polésie, manche de l'Euro Ice Hockey Challenge avec la Russie B. Il dispute sa première partie avec cette sélection, le 10 novembre, lors d'une victoire 5-0 face au Danemark comptant une assistance.

## Statistiques

### En club
| Saison     | Équipe                 | Ligue        |                   | Saison régulière  | Saison régulière  | Saison régulière  | Saison régulière  | Saison régulière |   | Séries éliminatoires | Séries éliminatoires | Séries éliminatoires | Séries éliminatoires | Séries éliminatoires |
| Saison     | Équipe                 | Ligue        | PJ                | B                 | A                 | Pts               | Pun               | PJ               | B | A                    | Pts                  | Pun                  |                      |                      |
| 2008-2009  | MHK Krylia Sovetov 2   | Pervaïa liga |                   |                   |                   |                   |                   |                  |   |                      |                      |                      |                      |                      |
| 2009-2010  | Sibir Novossibirsk     | KHL          | 40                | 0                 | 1                 | 1                 | 6                 |                  |   |                      |                      |                      |                      |                      |
| 2009-2010  | Sibirskie Snaïpery     | MHL          | 4                 | 0                 | 1                 | 1                 | 2                 |                  |   |                      |                      |                      |                      |                      |
| 2010-2011  | Sibir Novossibirsk     | KHL          | 39                | 0                 | 2                 | 2                 | 12                | 4                | 0 | 0                    | 0                    | 2                    |                      |                      |
| 2010-2011  | Zaouralye Kourgan      | VHL          | -                 | -                 | -                 | -                 | -                 | 4                | 0 | 2                    | 2                    | 4                    |                      |                      |
| 2010-2011  | Sibirskie Snaïpery     | MHL          | 4                 | 1                 | 2                 | 3                 | 0                 | -                | - | -                    | -                    | -                    |                      |                      |
| 2011-2012  | Sibir Novossibirsk     | KHL          | 53                | 1                 | 3                 | 4                 | 28                | -                | - | -                    | -                    | -                    |                      |                      |
| 2011-2012  | Sibirskie Snaïpery     | MHL          | 4                 | 4                 | 0                 | 4                 | 0                 | -                | - | -                    | -                    | -                    |                      |                      |
| 2012-2013  | Sibir Novossibirsk     | KHL          | 49                | 7                 | 11                | 18                | 41                | 7                | 1 | 0                    | 1                    | 8                    |                      |                      |
| 2013-2014  | HK CSKA Moscou         | KHL          | 33                | 4                 | 8                 | 12                | 18                | 4                | 2 | 0                    | 2                    | 27                   |                      |                      |
| 2014-2015  | HK CSKA Moscou         | KHL          | 57                | 12                | 20                | 32                | 31                | 16               | 1 | 7                    | 8                    | 2                    |                      |                      |
| 2015-2016  | HK CSKA Moscou         | KHL          | 46                | 8                 | 18                | 26                | 20                | 20               | 4 | 9                    | 13                   | 10                   |                      |                      |
| 2016-2017  | Maple Leafs de Toronto | LNH          | 82                | 4                 | 32                | 36                | 38                | 4                | 0 | 0                    | 0                    | 0                    |                      |                      |
| 2017-2018  | Maple Leafs de Toronto | LNH          | 60                | 5                 | 8                 | 13                | 31                | 7                | 0 | 2                    | 2                    | 2                    |                      |                      |
| 2018-2019  | Maple Leafs de Toronto | LNH          | 81                | 3                 | 11                | 14                | 18                | 7                | 0 | 0                    | 0                    | 2                    |                      |                      |
| 2019-2020  | Sénateurs d'Ottawa     | LNH          | 58                | 1                 | 11                | 12                | 22                | -                | - | -                    | -                    | -                    |                      |                      |
| 2020-2021  | Sénateurs d'Ottawa     | LNH          | 55                | 4                 | 13                | 17                | 26                | -                | - | -                    | -                    | -                    |                      |                      |
| 2021-2022  | Sénateurs d'Ottawa     | LNH          | 62                | 2                 | 9                 | 11                | 28                | -                | - | -                    | -                    | -                    |                      |                      |
| 2022-2023  | Senators de Belleville | LAH          | 3                 | 0                 | 0                 | 0                 | 2                 | -                | - | -                    | -                    | -                    |                      |                      |
| 2022-2023  | Sénateurs d'Ottawa     | LNH          | 28                | 0                 | 5                 | 5                 | 8                 | -                | - | -                    | -                    | -                    |                      |                      |
| 2022-2023  | Blackhawks de Chicago  | LNH          | 18                | 1                 | 2                 | 3                 | 12                | -                | - | -                    | -                    | -                    |                      |                      |
| 2023-2024  | Blackhawks de Chicago  | LNH          | 38                | 2                 | 5                 | 7                 | 14                | -                | - | -                    | -                    | -                    |                      |                      |
| 2024-2025  | SKA Saint-Pétersbourg  | KHL          | Saison en cours ? | Saison en cours ? | Saison en cours ? | Saison en cours ? | Saison en cours ? |                  |   |                      |                      |                      |                      |                      |
| Totaux LNH | Totaux LNH             | Totaux LNH   | 482               | 22                | 96                | 118               | 197               | 18               | 0 | 2                    | 2                    | 4                    |                      |                      |

### En équipe nationale
| Année | Compétition                          |    | PJ | B | A | Pts | Pun | +/-                    |  | Résultat |
| 2009  | Championnat du monde moins de 18 ans | 7  | 1  | 4 | 5 | 14  | +7  | Médaille d'argent      |  |          |
| 2010  | Championnat du monde junior          | 6  | 0  | 0 | 0 | 4   | +1  | Sixième de l'élite     |  |          |
| 2011  | Championnat du monde junior          | 6  | 0  | 0 | 0 | 0   | -2  | Médaille d'or          |  |          |
| 2013  | Championnat du monde                 | 3  | 1  | 0 | 1 | 0   | +1  | Sixième place          |  |          |
| 2016  | Championnat du monde                 | 10 | 1  | 3 | 4 | 2   | +12 | Médaille de bronze     |  |          |
| 2016  | Coupe du monde                       | 4  | 0  | 2 | 2 | 2   | +3  | Défaite en demi-finale |  |          |
| 2018  | Championnat du monde                 | 8  | 0  | 8 | 8 | 0   | +8  | Sixième place          |  |          |
| 2019  | Championnat du monde                 | 10 | 2  | 2 | 4 | 0   | +6  | Médaille de bronze     |  |          |